# Monarca (sèrie de televisió)
Monarca és una sèrie de televisió web mexicana creada i produïda per Billy Rovzar, Fernando Rovzar, Alexis Fridman, Michael McDonald, Salma Hayek, José Tamez i Diego Gutiérrez. es empreses productores són Ventanarosa, Lemon Studios i Stearns Castle
La primera temporada de la sèrie es va estrenar el 13 de setembre de 2019, està constava amb un total de 10 capítols i l'1 de gener de 2021 es va estrenar la segona temporada la qual té 8 capítols, està sèrie és distribuïda per la plataforma de streaming Netflix.

## Argument
«Monarca» narra la història de la família Carranza i com va aconseguir el poder a través de la corrupció. La fortuna d'aquesta poderosa família ha estat generada a través de l'imperi del tequila que posseeixen, amb la qual ells han alimentat un sistema corrupte que començarà una batalla quan algú decideixi lluitar contra corrent per a acabar-lo.
La primera temporada de la sèrie inicia amb el retorn després de 20 anys d'Ana María Carranza, la filla de Fausto Carranza, el cap de la família i president de Grup Monarca qui després d'una experiència traumàtica va fugir als Estats Units, al seu retorn s'assabenta que el seu pare pren la decisió radical de trencar llaços amb grups narcotraficants i polítics corruptes per a d'aquesta manera netejar l'empresa, però en l'intent és assassinat i l'empresa queda en mans dels seus tres fills: Ana María, Joaquín i Andrés Carranza i de la seva esposa Cecilia Carranza, els qui han de bregar amb un món de corrupció i perill.

## Repartiment
- Irene Azuela com Ana María Carranza Dávila
- Osvaldo Benavides com José Andrés Carranza Dávila
- Juan Manuel Bernal com José Joaquín Carranza Dávila / Joaquín Vela Dávila
- Rosa María Bianchi com Ana Cecilia Dávila Vda. de Carranza
- David Rencoret com Fausto Carranza
- Daniel Villar com Padre Norberto
- Luis Rábago com Agustín Carranza
- Sophie Gómez com Amelia Fritz
- James Hyde com Martin Ross
- Alejandra Toussaint com Carla
- Carla Adell com Camila Ross Carranza
- Regina Pavón com Lourdes “Lu” Carranza
- Dalí Jr González com Pablo Carranza
- Alejandro de Hoyos com Rodrigo Ross Carranza
- José Manuel Rincón com Gonzalo Carranza
- Daniela Schmidt com Pilar Ortega
- Gabriela de la Garza com Ximena Carranza
- Aldo Gallardo com Ilán
- Ramón Medina com El Perro
- Marco Zetina com Fermín
- Daniel Ducoing com Jorge Laborde
- Ricardo Reynaud com Rubén Cabrera
- Francisco Calvillo com Carlos Abud
- Mabel Cadena com Itzel
- Alonso Gálvez com abogado Arturo Peniche
- Fernanda Castillo com Sofía Carranza (temporada 2)
- Marcus Ornellas com Jonás Peralta (temporada 2)
- Alejandro de la Madrid com Ignacio Urrutia (temporada 2)
- Emilio Delgado com Nico Urrutia Carranza (temporada 2)
- Aida López com Xóchitl de la Rosa (temporada 2)

## Producció
El juliol de 2018, Netflix va assenyalar en una nota de premsa que el rodatge de Monarca començaria a la tardor i comptaria amb la producció de Ventanarosa (de Salma Hayek), així com de Lemon Studios i de Stearns Castle. La cadena de streaming també va anunciar que el showrunner seria Diego Gutiérrez.

### Estrena
La nit d'estrena de la sèrie es va realitzar l'11 de setembre de 2019 a l'Antic Col·legi de San Ildefonso de la Ciutat de Mèxic. L'actriu i productora Salma Hayek va ser l'amfitriona de la presentació.
L'1 de gener de 2021 va ser estrenada en la plataforma de Netflix la segona temporada de la sèrie, la qual consta de vuit capítols que oscil·len entre els 42 a 51 minuts de durada.

## Episodis

### Primera temporada
| Núm. | Títol                        | Data d'emissió original |
| --- | ---------------------------- | ----------------------- |
| 1 | «El tostoneo»                | 13 de setembre de 2019  |
| Després de deixar els Estats Units i tornar a Mèxic, Ana María rep una oferta impensada del seu pare: el control de l'imperi familiar de tequila. Vagi mal mal glop per als seus germans. |                              |                         |
| 2 | «El velorio»                 | 13 de setembre de 2019  |
| Els germans Carranza breguen amb una tràgica pèrdua mentre s'esforcen per evitar que amics, familiars i autoritats coneguin els detalls de l'esdevingut                                   |                              |                         |
| 3 | «La coronación»              | 13 de setembre de 2019  |
| Cecilia decideix quin dels seus tres fills quedarà a càrrec de Monarca. Mentrestant, Ana María negocia amb els obrers de la companyia que van entrar en vaga.                             |                              |                         |
| 4 | «Asquerosamente millonarios» | 13 de setembre de 2019  |
| Ana María pren una decisió comercial que deslliga la fúria de Joaquín, i les represàlies no triguen a arribar. Camila passa un mal moment amb els envanits amics de Pablo.                |                              |                         |
| 5 | «Centenario»                 | 13 de setembre de 2019  |
| Ana María sospita que algú intenta sabotejar la inauguració del nou hotel de Monarca. La presència d'Ilán en la festa del centenari complica a Andrés.                                    |                              |                         |
| 6 | «La otra realidad»           | 13 de setembre de 2019  |
| Després de la difusió d'un vídeo que mostra a Pablo en una situació comprometedora, la família decideix com bregar amb l'assumpte. Joaquín es reuneix amb Emilio.                         |                              |                         |
| 7 | «Fondo»                      | 13 de setembre de 2019  |
| Ana María i Andrés no es posen d'acord sobre com resoldre els seus problemes personals i professionals. Mentrestant, Joaquín organitza un sopar amb la governadora.                       |                              |                         |
| 8 | «La venganza de Tzitzimitl»  | 13 de setembre de 2019  |
| Ana María recorre a un investigador per a saber si el seu germà va provocar l'incendi que va arrasar amb la collita d'atzavara. Joaquín proposa destituir la seva germana.                |                              |                         |
| 9 | «El Judas de Borges»         | 13 de setembre de 2019  |
| Andrés se sincera amb Pablo i li suggereix que es lliuri. Amb ajuda de Rubén, Ana María descobreix qui va matar al seu pare.                                                              |                              |                         |
| 10 | «La jima»                    | 13 de setembre de 2019  |
| Els Carranza debaten quines mesures prendre amb el traïdor que va assassinar a Fausto. La trama familiar de poder, deslleialtat i intriga suma més víctimes.                              |                              |                         |

### Segona temporada
| Núm. | Títol                            | Data d'emissió original |
| --- | -------------------------------- | ----------------------- |
| 1 | «Todos Tenemos Secretos»         | 1 de gener de 2021      |
| La dinàmica del poder canvia quan Cecilia elije a un nou president per a Monarca. Sofia, la filla d'Agustín, torna per al funeral. Martin indaga en el passat. |                                  |                         |
| 2 | «Rebranding»                     | 1 de gener de 2021      |
| PPablo es lliura a les autoritats. La recerca de Martin ho posa en perill. Ximena involucra a Monarca en la Fashion Week com a part del canvi d'imatge.        |                                  |                         |
| 3 | «Jugando con Fuego»              | 1 de gener de 2021      |
| Sofia sospita de l'erràtic comportament de Cecilia. Ana María se sorprèn #en assabentar-se de més coses d'Alberto, Ximena i Andrés intenten una cosa nova.     |                                  |                         |
| 4 | «Ser o no ser»                   | 1 de gener de 2021      |
| Els germans Carranza intenten fer el millor per a la seva mare, en vista de la seva acció recent. Joaquín s'involucra en una missió arrescada.                 |                                  |                         |
| 5 | «Dos Casas»                      | 1 de gener de 2021      |
| Lorda se sent marginada en la celebració de Gonzalo i Itzel. Sofia contravé als seus cosins i continua buscant respostes sobre la mort de Fausto.              |                                  |                         |
| 6 | «Expuestos»                      | 1 de gener de 2021      |
| Andrés prossegueix amb el seu pla per a ampliar els hotels Monarca. Sara accepta reunir-se amb Pablo i Camila. Joaquín reuneix proves en contra de Pilar.      |                                  |                         |
| 7 | «Hasta que la Muerte nos Separe» | 1 de gener de 2021      |
| Ana María i Pilar afronten les conseqüències de l'escàndol. Tota la Família Carranza es reuneix en la Hisenda Monarca per a les noces de Gonzalo i Itzel.      |                                  |                         |
| 8 | «El Verdugo»                     | 1 de gener de 2021      |
| Sofía li dona una notícia impactant a Martin. Mèxic eligeix a un nou president, i les regnes de Monarca i les aliances dels germans Carranza canvien de nou.   |                                  |                         |